# Копанка (Молдова)
Копанка (рум. Copanca, молд. Копанка, укр. Копанка) — село в Каушанском районе Молдавии. Относится к сёлам, не образующим коммуну.
В соответствии с административным делением ПМР село входит в состав Слободзейского района Приднестровской Молдавской Республики. В соответствии с административным делением Республики Молдова является селом в Каушанском районе Республики Молдова.
Фактически, село полностью подконтрольно властям Республики Молдова.

## История
Впервые Копанка упоминается в грамоте 1527 года молдавского господаря Петра Рареша. В прошлом село было собственностью Ново-Нямецкого (Кицканского) монастыря, подворье которого располагается в соседнем селе Кицканы. В период румынской администрации 1918—40 гг. Копанка оставалась слаборазвитым бессарабским населённым пунктом: крестьяне составляли 72,5 % населения; почти половина дворов не имела крупного рогатого скота, а 63 % — лошадей.
Значительные перемены произошли в селе в послевоенный советский период, в связи с развитием сельскохозяйственного производства в составе совхоза «Молдавия». Активизация полеводства и виноградарства, животноводства и садоводства позволили осуществить социально-экономические преобразования в быте сельчан, построить объекты инфраструктуры. В селе были построены 2 средние полные и одна неполная школы, Дом культуры и клуб с киноустановкой, две библиотеки, музей, больница, амбулатория, аптека, комплекс социально-бытового обслуживания жителей, торговый комплекс, отделение связи и кафе.

## География
Село расположено на правом берегу реки Днестр на высоте 53 метров над уровнем моря.

## Население
По данным переписи населения 2004 года, в селе Копанка проживает 5013 человека (2443 мужчины, 2570 женщин).
Этнический состав села:
| Национальность | Число жителей | Процентный состав |
| -------------- | ------------- | ----------------- |
| молдаване      | 3848          | 76.76             |
| русские        | 1031          | 20.57             |
| украинцы       | 85            | 1.7               |
| гагаузы        | 13            | 0.26              |
| болгары        | 8             | 0.16              |
| румыны         | 6             | 0.12              |
| цыгане         | 1             | 0.02              |
| прочие         | 21            | 0.42              |
| Всего          | 5013          | 100%              |

Под руководством румынского учёного Д. Густи в 1940 году было проведено социологическое исследование села, которое считается классическим.

## Достопримечательности
У села Копанка располагается один из примечательных объектов природы Приднестровья — старое русло Днестра, называемое также «Мёртвый Днестр». 11 января 1838 года в Карпатском регионе произошло сильное землетрясение. В результате петля Днестра, проходившая у Копанки, осушилась на всю пятикилометровую пойму, и река стала течь вдоль левого склона своей долины, оставив у правого склона так называемый «Мёртвый Днестр». Явление это было вызвано поднятием блоков, примыкающих к правому берегу Днестра. Блоки эти ограничены Ботнянским разломом, идущим от эпицентров глубокофокусных землетрясений в горном массиве Горача в Румынских Карпатах, а также меридиональными, широтными и диагональными разломами.
Старое русло вьётся на протяжении 32 км в наиболее широкой части долины между сёлами Копанка и Талмазы: русло имеет ширину до 40 м и глубину до 4—12 м, при засухе глубина кое-где падает, в некоторые годы — до 1 м, а в 2002—2003 годах русло местами пересыхало.